# Мэнколл, Питер
Питер Мэнколл (англ. Peter C. (Cooper) Mancall; род. 18 июня 1959, Филадельфия, Пенсильвания) — американский историк, специалист по ранней Америке, атлантическому миру и коренным американцам. Доктор философии (1986), заслуженный, а также именной профессор Университета Южной Калифорнии, завкафедрой в 2010—2013 годах; прежде профессор Канзасского университета. Феллоу Общества американских историков (2009—2010) и Королевского исторического общества, избранный член Американского антикварного общества (2008—2009). В 2019—2020 годах оксфордский Harold Vyvyan Harmsworth Professor of American History. Лауреат USC Phi Kappa Phi Faculty Recognition Award.
Окончил Оберлинский колледж (бакалавр истории, 1981). Степень доктора философии по истории получил в Гарварде. С 1989 по 2001 год профессор Канзасского университета. С 2001 года профессор Университета Южной Калифорнии, ныне заслуженный, а также с 2012 год именной. Публиковался в William and Mary Quarterly, Journal of Economic History. 
Автор семи книг. В частности American Origins (первого тома Oxford History of the United States). 
- Fatal Journey: The Final Expedition of Henry Hudson — a Tale of Mutiny and Murder in the Arctic (Basic Books, 2009)
- Nature and Culture in the Early Modern Atlantic (Penn, 2018)
- The Trials of Thomas Morton: An Anglican Lawyer, his Puritan Foes, and the Battle for a New England (Yale, 2019)